# Prozessogramm

Prozesslandkarte

Das Prozessogramm stellt einzelne Geschäftsprozesse in ihren Wechselwirkungen und/oder zeitlichen Beziehungen untereinander grafisch dar und definiert die verantwortlichen Prozesseigner. Es ist Basis für alle weiteren Optimierungen, Beschreibungen und Definitionen einer Prozessorganisation. Sie steht im Gegensatz zum Organigramm, welches die (funktionale, hierarchische, disziplinäre) Aufbauorganisation widerspiegelt.
Eine vereinfachte Form eines Prozessogrammes ist die Prozesslandkarte, welche formal gleich aufgebaut ist, jedoch auf die namentliche Erwähnung von Prozesseignern verzichtet. Laut einer Studie der Technischen Universität Graz im Jahre 2008, in der österreichische Industrieunternehmen zufällig ausgewählt und befragt wurden, haben 61,33 % der befragten Unternehmen eine einheitliche und vollständige Prozesslandkarte (Unternehmensprozessmodell) festgelegt. 16,67 % der befragten Unternehmen haben nur eine unvollständige Prozesslandkarte ihres Unternehmens definiert. 22 % der Unternehmen haben keine Prozesslandkarte erstellt.

## Inhalt
Ein Prozessogramm gibt einen Überblick über:
- die in einem Unternehmen vorhandenen Prozesse,
- deren logischen Zusammenhang
- den verantwortlichen Prozesseigner und
- mittels welcher Prozesse das Unternehmen mit seinen externen Kunden und Lieferanten verbunden ist.